# Service sismologique suisse
Le Service sismologique suisse (SED) à l'ETH est l’institution fédérale compétente en matière de tremblements de terre. Le SED est responsable de l'observation et de l'étude des tremblements de terre en Suisse et dans les régions limitrophes. En cas de tremblement de terre, le SED informe le public, les autorités et les médias sur la localisation, la magnitude et les effets possibles. Les activités du SED sont intégrées dans le programme de mesures pour la mitigation des séismes de la Confédération.

## Histoire
L'origine du SED, remonte à la fondation de la Commission des tremblements de terre en 1878. 1911, la première station sismographique à Degenried (Zurich) a été ouverte. Trois ans plus tard (1914), le mandat relatif à la surveillance sismique a été inscrit dans la loi fédérale, transformant un service bénévole dans une institution. 1957, L'Assemblée fédérale vote une loi fédérale qui attribue le Service Sismologique à l’ETH Zurich. Le SED existe depuis 2009 sous sa forme actuelle d’unité extra-départementale rattachée à l’ETH Zurich. 

## Surveillance des tremblements de terre
Plus de 200 stations sismiques exploitées par le Service Sismologique Suisse surveillent l’activité sismique en Suisse et dans les pays limitrophes en temps réel. Ces stations sont réparties dans tout le pays, et installées sur différents sites, notamment des cavernes, tunnels et même forages.
La Suisse a recours à un réseau sismique pour surveiller l’activité sismique de fond et comprendre les effets des rares tremblements de terre à grande échelle qui peuvent provoquer des dégâts importants. C’est un point important, même pour un pays dont le risque sismique est modéré comme la Suisse. Un réseau dense à la pointe de la technique qui surveille l’activité sismique en temps réel répond à ces exigences et avertit également rapidement les autorités, les médias et le grand public lors d’événements sismiques importants, tout en fournissant des données de grande qualité pour l’étude des risques et la recherche sismique fondamentale.
Le réseau sismique suisse consiste en stations sophistiquées, modernes, à faible bruit, qui communiquent en temps réel avec les hubs de traitement distribués à l’ETH Zurich. Les données sont analysées et les événements détectés en quelques dixièmes de seconde après le phénomène.
Le centre de traitement de Zurich collecte les données enregistrées en Suisse à partir de deux sources différentes :
- Le réseau national suisse (CHNet), constitué à la fois du Réseau à large bande (SDSNet) et du Réseau accélérométrique (SSMNet), utilisant principalement des sismomètres large bande pour enregistrer les tremblements de terre locaux faibles, régionaux modérés et mondiaux modérés à fort, et d’accéléromètres pour enregistrer les tremblements de terre locaux modérés et forts.
- Des réseaux spéciaux (souvent temporaires) destinés à surveiller une activité naturelle accrue peuvent être déployés pour suivre les répliques, les explorations géothermiques outre-mer, assister la recherche ou les projets éducatifs (p. ex. AlpArray et seismo@school) ou répondre à des demandes industrielles de tiers.

Bien que le centre d’intérêt principal soit la Suisse, le SED développe également des techniques qui peuvent s’appliquer ailleurs, en partenariat avec des agences du monde entier, pour développer et installer des systèmes d’alerte précoce et de surveillance.

## Aléa et risque sismique en Suisse

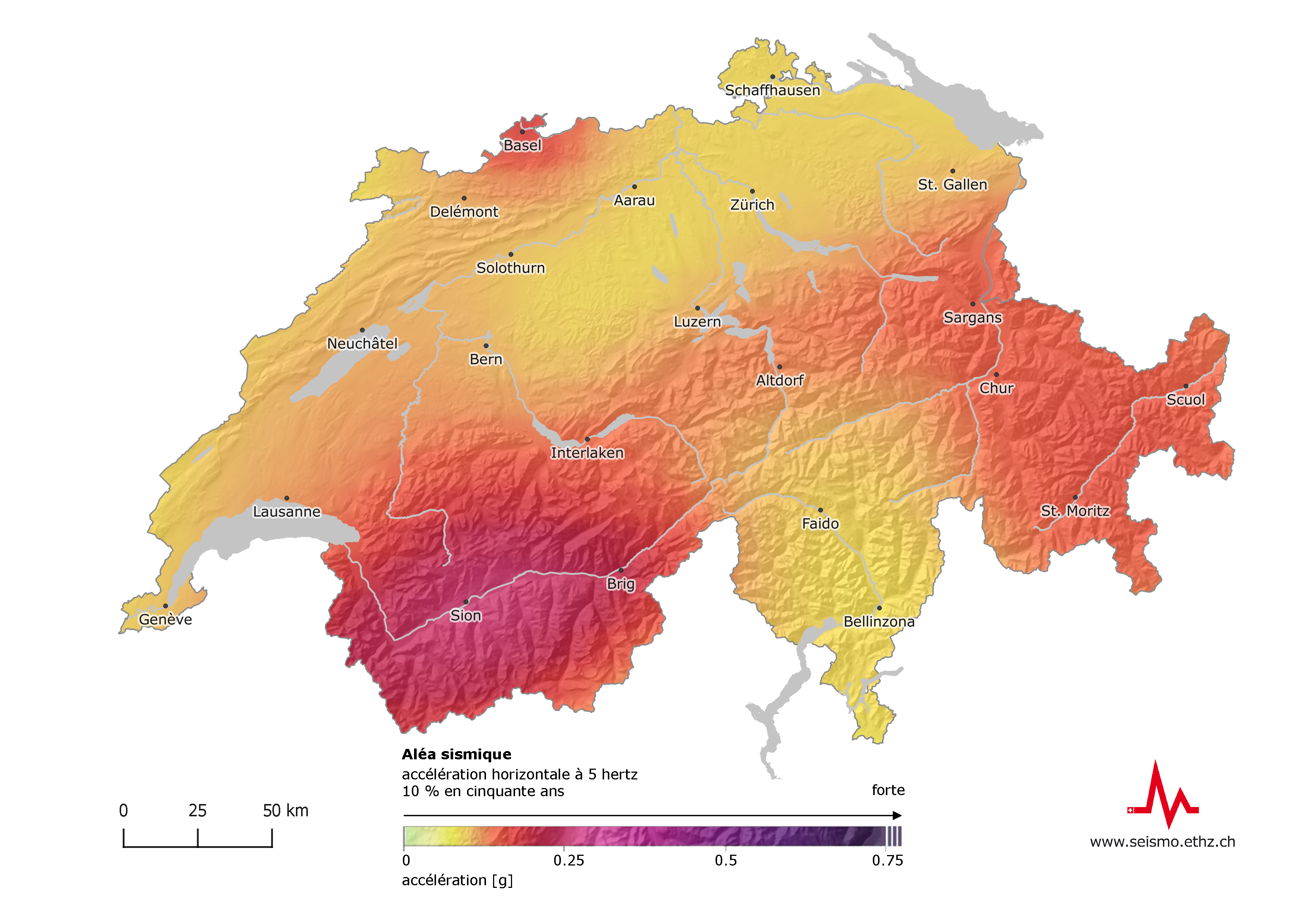
Carte de risque sismiques en Suisse

En comparaison avec d’autres pays européens, la Suisse présente un aléa sismique moyen, sachant qu’il existe des différences régionales. On enregistre plus de tremblements de terre dans le canton du Valais, à Bâle, dans la vallée du Rhin saint-galloise, dans le centre du canton des Grisons, dans l’Engadine et en Suisse centrale que dans d’autres régions. Des séismes peuvent néanmoins se produire à tout moment partout en Suisse.
En Suisse et dans les pays voisins trois à quatre séismes par jour en moyenne, soit 1 000 à 1 500 par année. De celui-ci, la population en ressent-elle que 10 à 20 par année. Ces séismes présentent en général des magnitudes de 2.5 ou plus.
On peut s’attendre à un violent tremblement de terre d’une magnitude avoisinant 6.0 tous les 50 à 150 ans en moyenne. Le dernier en date s’est produit en 1946 près de Sierre. Le plus violent séisme à s’être produit en Suisse à ce jour a atteint une magnitude de 6.6 environ. Il a détruit de nombreux quartiers de la ville de Bâle en 1356. 
Si un tremblement de terre comparable se produisait aujourd’hui à Bâle, il faudrait s’attendre à ce qu’il fasse plusieurs milliers de victimes et des dizaines de milliers de blessés et provoque des dommages matériels de l’ordre de 140 milliards de francs suisses environ.
La meilleure protection face aux conséquences d’un tremblement de terre est offerte par les constructions parasismiques; il faut également prévenir les chutes d’objets. En Suisse, on ignore pour 90 % des bâtiments dans quelle mesure ils pourraient résister à un violent séisme. Seuls quelques cantons ont inscrit le respect des normes de construction parasismiques dans la loi,.

## Alertes
Il est impossible de prédire ou d’éviter les séismes. Le SED enregistre néanmoins les vibrations du sol 24 heures sur 24. En l’espace de 90 secondes environ sont publiées sur son site internet www.seismo.ethz.ch des données relatives au moment, au lieu, à la magnitude et aux conséquences possibles du séisme. À partir d'une magnitude de 2,5, les rapports sur les tremblements de terre sont également publiés sur le canal Twitter du SED @seismoCH_F, sur l'application MétéoSuisse et sur naturgefahren.ch.
Le SED signale automatiquement aux autorités et aux médias les séismes susceptibles d’être ressentis. Dans le même temps, ces informations sont transmises par pager, par e-mail et par SMS au service de piquet 24/7 du SED. Celui-ci se tient en outre à la disposition des autorités et des médias pour leur communiquer des informations complémentaires sur les séismes récents. Ce service rassemble des informations générales qui sont publiées sur le site internet.
En cas d’importants dommages sismiques dans le monde, le SED informe également le Corps suisse d’aide humanitaire (CSA).

## Recherche et enseignement
En dehors de la surveillance des séismes et de l’évaluation de l’aléa sismique, les chercheurs du SED participent à de nombreux projets de recherche nationaux et internationaux financés en grande partie par des fonds de tiers. Cela garantit les échanges entre spécialistes au-delà des frontières de notre pays. Les domaines d’action des chercheurs du SED sont par exemple la glaciologie et l’ingénierie sismologique, la sismologie statistique, la sismicité induite, la surveillance des éboulements et la sismotectonique. L’objectif des recherches au SED est tout d’abord de mieux comprendre les tremblements de terre et leurs impacts, et ainsi de contribuer à gérer ce danger naturel qui représente une menace dans le monde entier.  Simultanément, le SED cherche de nouvelles approches pour en apprendre plus, grâce aux méthodes sismiques, sur les processus fondamentaux de la Terre.  La formation des futures générations de chercheurs joue également un rôle important pour le SED. Elle s’effectue sous forme de cours magistraux et de séminaires intégrés aux cours de l’ETH et sous forme de suivi de travaux de master et de doctorat.

## Surveillance internationale de l'interdiction des essais nucléaires
En 1996, les états membres de l’ONU sont convenus de conclure un traité d’interdiction complète des essais nucléaires. Un système de surveillance international a été mis en place pour vérifier le respect de ce traité. Le SED y contribue en envoyant des données aux autorités viennoises compétentes. Ces données proviennent de la station sismique de Davos, qui a été installée spécialement dans ce but. Cette station a par exemple enregistré des secousses seulement douze minutes après l’essai nucléaire réalisé en Corée du Nord en février 2013.